# جانی لیچ
جانی لیچ (انگلیسی: Johnny Leach؛ ۲۰ نوامبر ۱۹۲۲ – ۵ ژوئن ۲۰۱۴) یک بازیکن تنیس روی میز اهل بریتانیا بود. 
وی در مسابقات کشوری و بین‌المللی در مجموع برنده ۳ مدال طلا، ۵ مدال نقره، ۸ مدال برنز شده‌است.